# Evenimentul (1893)

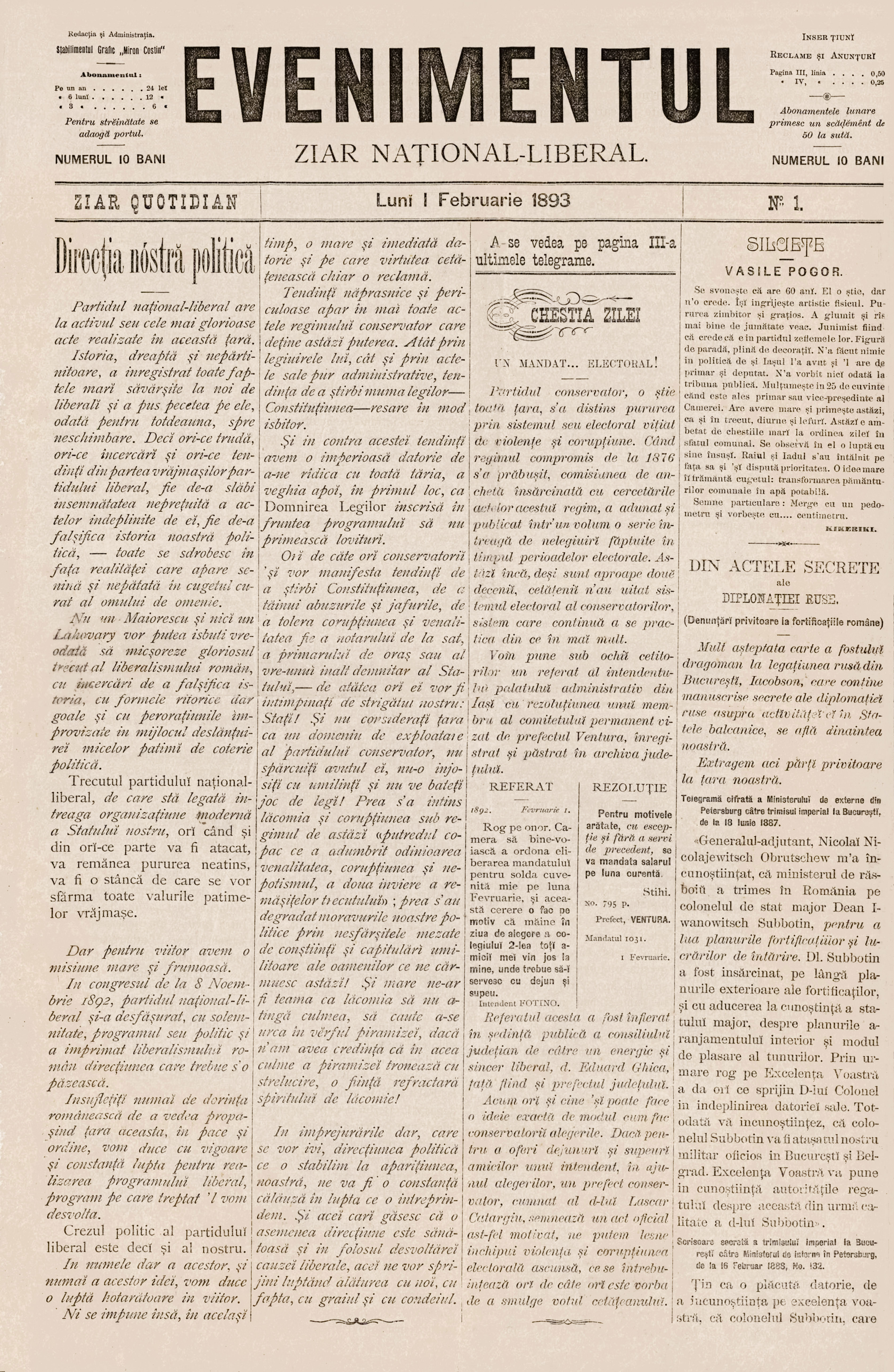
Prima pagină a ziarului cotidian Evenimentul, Nr. din 1 februarie 1893.

Evenimentul a fost o publicație cotidiană de orientare național-liberală, ulterior conservatoare și conservator-democrată fondată la Iași, România în 1892 și editată între 1893 și 1944, cu o pauză între 1923 și 1938.

## Perioada liberală 1893 – 1900
În anul 1892 Jaques Levin, mare pasionat pentru ziaristică, nepot al milionarului Michel Haim Daniel, a fondat la Iași ziarul Evenimentul împreună cu gazetarul Albert Honigman. A fost „prima gazetă care a avut o viață de câteva decenii și a imprimat o epocă strălucită pe terenul jurnalistic din capitala Moldovei”. Începând cu primul număr al cotidianului, apărut la data de 1 februarie 1893, ziarul a fost declarat chiar în titlu ca "ZIAR NAȚIONAL-LIBERAL".
În primul articol, numit "Direcția nostră politică", se afirmă: „Crezul politic al partidului liberal este și al nostru” … „ori de câte ori conservatorii'și vor manifesta tendințî de a știrbi Constituțiunea, de a tăinui abuzurile și jafurile, de a tolera corupțiunea... de atătea ori ei vor fi întâmpinați de strigătul nostru: Stați!”. În rubrica "Chestia zilei" se fac atacuri la adresa prefectului județului Iași, coservatorul Iancu Ventura, care a acordat plata salariului unui intendent mai devreme pe motivul de a „oferi dejunuri și supeuri amicilor unui intendent, în ajunul alegerilor”.
Până la numărul 14 este specificat genul ziarului ca ZIAR QUOTIDIAN, iar începând cu numărul 15 se folosește formularea ZIAR COTIDIAN.
Așezarea în pagină este una obișnuită unui ziar - în coloane. Reclamele apar rar pe pagina trei, neocupând mai mult de o treime din pagină și acaparând mereu pagina 4. Are o multitudine de reclame diverse, de la produse pentru dame, comercianți cu un surplus de marfă, restaurante, până la mașini de cusut, bijuterii, hârtii de țigară, bomboane etc. Ziarul avea, dacă se poate folosi sintagma de 'public țintă', categorii cât se poate de diverse.
Ziarul avea o serie de rubrici stabile și unele recurente: "Chestia zilei" (știri, în general din Iași, unde se punea accent pe evenimente menite să șocheze și uneori să atace o formație politică adversă), "SILUETE" (se creionează un anumit individ politic, funcționar al statului sau o personalitate culturală), "Buletinul Străinătății" (știri internaționale), "Cronica Iașului" (Evenimente exclusive ale Iașului sau cu efecte asupra sa), "Curierul din țară", "Ecouri parlamentare" (știri cu menirea de a informa cetățeanul cu privire la deciziile luate de oficialități), "Economistul" (știri de natură economică), "Reporter judiciar" (notificări legate de procese judecătorești), "Telegrame", "Bibliografii" (recomandări bibliografice, cel mai probabil ale unor lucrări aparținând colaboratorilor). Autorii articolelor, fie nu semnau articolele, fie plasau inițiale la finalul textului. La rubrica "SILUETE" autorii scriau sub pseudonim.
Campania vehementă a cotidianului împotriva conservatorilor, care se aflau la cârma tării, i-a determinat pe conservatorii ieșeni, pe prefectul județului Iancu Ventura și prefectul Iașului Sandu Râșcanu, să hotărască expulzarea lui Levin și Honigmann. După hotărârea Consiliului de Miniștri de a-l expulza pe Honigmann iar apoi după plecarea acestuia în exil la Paris, Levin părăsește și el ziarul. Pentru ca Evenimentul să nu dispară, de G. A. Scorțescu cumpără ziarul devenind  proprietar. Vineri 23 aprilie 1893, în numărul 67, dispare denumirea de ZIAR COTIDIAN, denumire ce va reapărea în numărul 88 din 21 mai, iar G. A. Scorțescu devine director politic și din acea zi va semna primul articol de pe prima pagină. Marți 19 octombrie 1893 sunt suprimate cuvintele ZIAR NAȚIONAL -  LIBRAL din subtitlu și înlocuite cu „Director G. A. Scorțescu“.
Sunt angajați colaboratori noi și în scurt timp Evenimentul ajunge pe picior de egalitate cu marile ziare din Capitală, cum erau Adevărul, Timpul și Universul. Campania dusă de Scorțescu contra regimului conservator, a contribuit, nu în puțină măsură, la răsturnarea conservatorilor de la putere. Persoană entuziastă, sinceră cu o fire aprinsă, pătimașă și independentă, atingea uneori și susceptibilitatea propriilor conducători liberali lovind chiar în șeful lor, Dimitrie A. Sturdza. Printre colaboratorii ziarului Evenimentul se numără: Iorgu Morțun (pseudonim Sirius), Raki Vasiliu, Ștefan R. Scriban (Digama), Max Caufman (Dan), Vasile Belcescu, Al. Stroja (Flișki), Virgil N. Cișman (De la Prut), Neculai Beldiceanu, Georges Vasiliu (Sportsman), Rodion Steuerman (De la Iași) și o scurtă perioadă Ion Luca Caragiale și Ștefan Octavian Iosif. Redactorul șef Alexandru Volonschi a fost ultimul din prima perioadă de glorie a Evenimentului de sub conducerea lui G. A. Scorțescu.
În urma trecerii socialiștilor la Partidul Național Liberal în anul 1899, Scorțescu se hotărăște să prăsească partidul și se mută la Partidul Conservator care fuzionase cu Partidul Democrat Radical în frunte cu Gheorghe Panu și cu Al. A. Bădărău. La sfârșitul anului 1899 Scorțescu vinde Evenimentul Partidului Conservator, lui Dimitrie Greceanu.

## Perioada 1900 – 1923

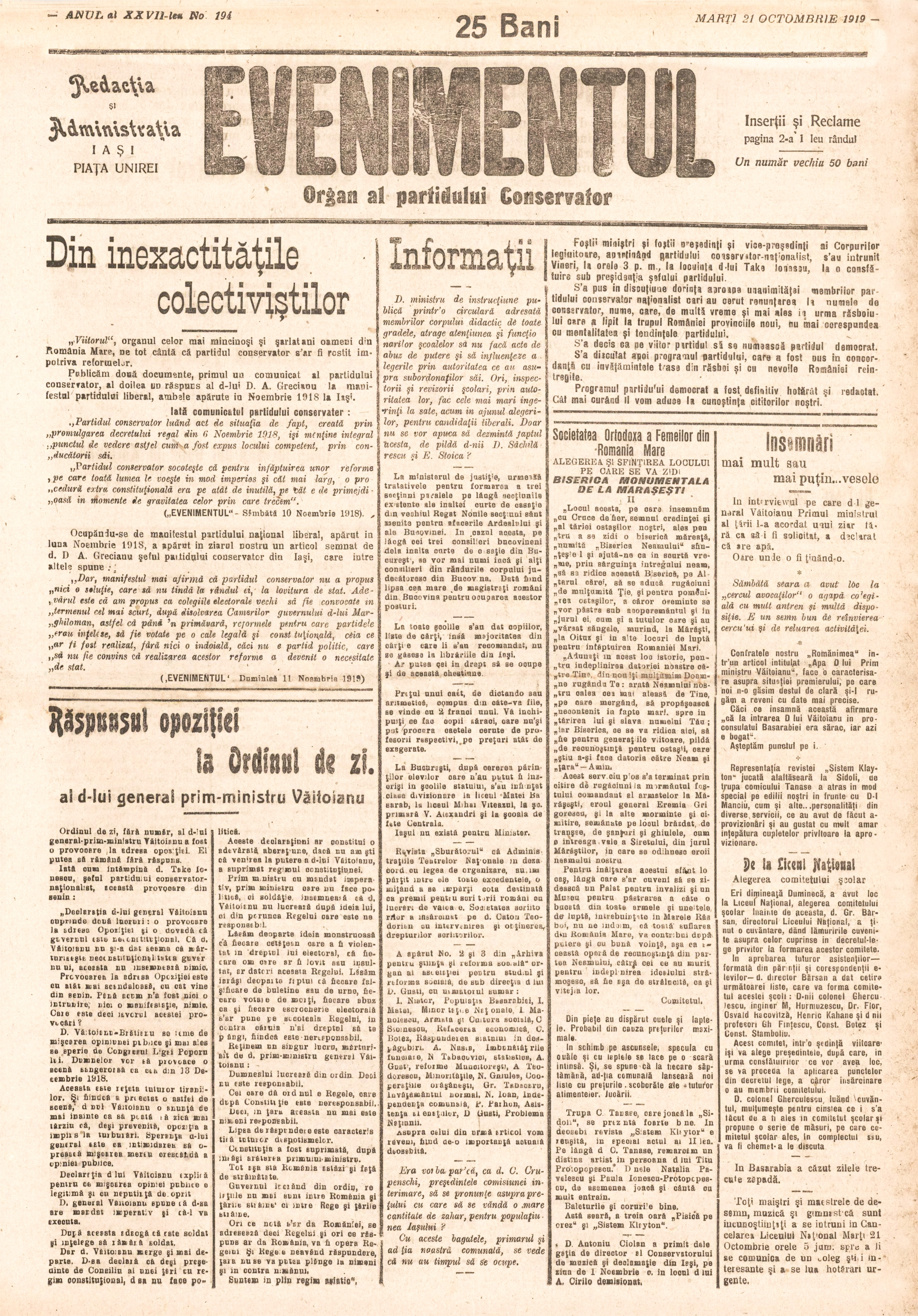
Prima pagină a ziarului cotidian Evenimentul, Organ al Partidului Conservator, Nr. din 21 octombrie 1919.

În anul 1900 cotidianul Evenimentul înlocuieste ziarul conservator Opinia care a avut ultimul număr în data de 22 ianuarie și începând cu 26 ianuarie funcționează ca organ al Partidului Conservator cu redacția în str. Lăpușneanu nr. 44 iar apoi în Piața Unirii, Iași.
Dimitrie Greceanu, proprietar și director politic a încercat să mențină apogeul la care ajunsese ziarul încredințînd conducerea ziarului lui Spiru Prasin. Acesta schimbă aspectul ziarului introducând un spirit mai democratic, o redactare cu adevărat literară și noi rubrici care să intereseze cititorul. Evenimentul devine cu adevărat modern rivalizând cu orice ziar din capitală. După decesul neașteptat și timpuriu a lui Prasin ziarul își pierde repede faima pentru că au lipsit înlocuitori cu aptitudini superioare. Deja în declin, s-a susținut o perioadă sub conducerea lui Rudolf Suțu și din mijloacele proprii ale lui Dimitrie Greceanu. Suțu era absolvent al facultății de litere din Iași, scriitor, traducător și unul dintre fondatorii Sindicatului Ziariștilor Profesioniști din Moldova. 
În octombrie 1919 apar ultimele numere ale ziarului ca organ al conservatoilor.
După autodizolvarea Partidului Coservator din octombrie Evenimentul începând cu finalul lunii octombrie 1919 apare  ca organ al Partidului Democrat cu redacția și administrația în Piața Unirii, Iași.
În 1922, după desființarea Partidului Democrat și fuzionarea sa cu Partidul Național-Țărănesc al lui Iuliu Maniu Evenimentul își întrerupe activitatea până în 1938.

## Perioada Războiului II Mondial
După 15 ani de întrerupere, Evenimentul a fost din nou editat începând cu 1938 până la sfârșitul războiului sub conducerea directorului ieșean Rudolf Suțu care a mai condus ziarul până în 1923. Direcția se afla în strada Muzelor 24 bis, Iași.
Evident că, datorită cenzurii din timpul războiului, ziarul și-a pierdut în această perioadă independența și a reflectat în mare măsură politica de stat. Evenimentul și-a încetat apariția în primăvara lui 1944.